# Иллюзии (альбом Константина Никольского)
«Иллюзии» — третий студийный альбом Константина Никольского. Вышел в 2007-м году на CD (в упрощенном и подарочном варианте) и LP.

## История создания
О планах выпустить следующий альбом Никольский объявил в 2001 году с составом Шевцов — Кузьмичёв — Костиков на юбилейном выступлении в ГЦКЗ «Россия».
Запись проходила с 2002 года под рабочим названием «Цветок у окна», куда должны были войти 10 композиций. Некоторые из них новые, остальные датировались 1971—1972 и 1983—1985 годами. В их числе — уже звучавшие на концертах «Облако», «Пред чертой...», «Голос», «Песня о песне» и «Мне только снится жизнь моя».
Кроме того, в 1995 году «Голос» также исполняла Наталья Пушкова — жена друга Никольского Кирилла Есипова.
Константин Никольский о создании альбома: «Я давно хотел записать гитарный альбом, без клавишных инструментов. И тут как раз — из моей группы уходит клавишник, а у гитариста Игоря Кожина наоборот — образуется свободное время. В игре на гитаре очень важно иметь свою манеру. И та, которая есть у Игоря, мне всегда нравилась. Поэтому я предложил ему поиграть в моём составе. Причём так, чтобы я его не ограничивал, а он сам решил, как именно играть в тех или иных произведениях. И Игорь сообразил, по-моему, очень хорошо. Кто из нас лучше, кто хуже — таких вопросов у нас не возникало. И в большинстве песен я отыграл на ритм-гитаре, а Игорь — соло. „Иллюзии“ стали моим первым альбомом, где на гитаре играю не только я.
„Иллюзии“ мы записывали долго: года четыре или даже пять. Вначале решали с Игорем Кожиным, кто какие партии будет играть. Устаканили. Отрепетировали. Начали работать в студии в Ново-Косино, где я записывал предыдущий диск „Один взгляд назад“. Но пришлось сделать перерыв из-за частых гастролей. Вернулись уже в тон-студию на „Мосфильме“. Но там не уложились по времени — начался ремонт». Тогда была найдена третья студия — «подешевле и менее известная», которая называлась «Рок-академия». «Техническое оснащение, правда, было не очень. Приборы, которых не хватало — я сам и докупал. В итоге только с третьей попытки завершили работу».
По словам Константина Никольского, задержка с записью альбома была связана с желанием записать его полностью на свои деньги «чтобы ни просить ни у кого» и ни от кого не зависеть, а для этого приходилось гастролировать. В итоге «мы по-домашнему, в московском подвале на Таганке всё записали, как в былые годы. Это единственно верный способ для рок-музыки. Просто подвалы теперь набиты хорошей аппаратурой». Кроме того, в феврале 2006 года Никольский оказался в больнице из-за предынфарктного состояния, не мог давать концерты и прекратил работать с составом, куда входили Игорь Кожин, Александр Кузьмичёв и Игорь Костиков, с которыми он выступал последние пять лет и записал «Иллюзии».
По случаю выхода «Иллюзий», Никольский заметил: «Я вот за прошлую неделю написал сразу три песни. У меня есть ещё какое-то количество незаписанных вещей, созданных в последние годы. Получается в сумме штук десять. Можно составить ещё один альбом, и старых композиций в нём уже точно не будет».
Как и подавляющее большинство грампластинок нового поколения, «Иллюзии» были отпечатаны в Германии. Винил выпущен ограниченным тиражом, каждый его экземпляр пронумерован вручную. Тем не менее, издание нельзя назвать коллекционным, так как в отличие от многих других, в оформлении отсутствуют какие-либо бонусы. Несмотря на это, LP «Иллюзии» успел стать раритетом.
Автограф-сессия прошла 27 сентября 2007 года в магазине «Союз» на Пятницкой в Москве. Этому предшествовал небольшой концертный сет вместе с Игорем Кожиным.
Информационную поддержку оказали «Авторадио», газета «Труд» и интернет-портал Рамблер.
Алексей Романов, прослушав альбом, отозвался так: «Не понравился, — больше и сказать нечего. Принципиально нового ничего не услышал. „Иллюзии“ Никольского очень плохо (грубо, бесчувственно) спеты. Пение Константина воспринимаю с трудом».

## Список композиций
Музыка Константина Никольского, стихи Константина Никольского, кроме отмеченных
1. Иллюзии (Фернандо Пессоа, перевод Евгения Витковского)
2. Пред чертой…
3. Только там… (Фернандо Пессоа, перевод Евгения Витковского)
4. Цветок у окна
5. Голос (Анри де Ренье, перевод Ильи Эренбурга)
6. Мне только снится жизнь моя (Фернандо Пессоа, перевод Анатолия Гелескула[10])
7. В тишине заката (Фернандо Пессоа, перевод Сергея Александровского)
8. Облако
9. Песня о песне
10. Утешь меня, судьба

## Музыканты
- Константин Никольский — вокал, ритм-гитара, соло-гитара (5), акустическая гитара
- Игорь Кожин — соло-гитара
- Александр Кузьмичёв — бас-гитара
- Игорь Костиков — барабаны
- Аркадий Березовский — бэк-вокал (2, 3, 6, 9)
- Запись барабанов — Эвелина Шмелева
- Запись и сведение — Александр Кузьмичёв
- Мастеринг — Кирилл Есипов
- Продюсер альбома — Константин Никольский

Альбом записан на студии «Рок-Академия»